# Gilbert Drengot
Gilbert Drengot conegut també com a Gilbert Buatère (c. 985 – octubre 1018) va ser un dels primers aventurers normands al Mezzogiorno. Era el fill gran d'un petit, però ric, senyor de Carreaux, a prop d'Avesnes-en-Bray a la regió de Rouen. Carreaux dona a la seva família, els Drengot, el nom alternatiu de Quarrel.
El 1016, el seu germà Osmond, segons algunes fonts, o el propi Gilbert, segons d'altres, va matar Guillem Repostel, parent del duc Ricard II de Normandia per venjança. El duc va perdonar la seva vida, però el va exiliar. Osmond i els seus quatre germans, Gilbert, Ascletí, Rodolf i Rainulf, van viatjar al Mediterrani per ajudar Melus de Bari i Guaimar III de Salern, llombards en revolta contra les pretensions romanes d'Orient. El 1018, 250 cavallers normands sota el comandament de Gilbert van lluitar contra el general grec Basili Boiannes a la batalla de Cannes, que fou una gran derrota normanda. El propi Gilbert, juntament amb Osmond, van morir en la batalla i només deu cavallers van sobreviure.